# 布爾根設治局
布爾根設治局，是中華民國大陸時期新疆省所轄的設治局之一，北塔山在其治內，1933年後大部地區為外蒙古佔據，1947年正式裁撤。

## 沿革
- 民國八年（1919年）9月，析阿山道所屬新土爾扈特旗、新和碩特旗布爾根地方置布爾根設治局[1]。局所駐布爾根（今蒙古國科布多省布爾干蘇木）。
- 民國九年（1920年）11月，改為布爾根縣佐[2]。
- 民國十三年（1924年）7月，以布爾根河縣佐轄境置布爾根縣[3]，治所同前，
- 民國二十二年（1933年）後，中国新疆当局只能实际控制一部分辖地，大部被外蒙古當局佔領。
- 民國二十六年（1937年）6月，析布倫托海縣（即福海县）置布爾根設治局[4]，局所同前[5]。
- 民國三十六年（1947年）時，中國境内所轄地已並入青河縣境[6]，而由蒙古人民共和国实际管辖的部分在中蒙边界划定後正式归属科布多省。